# Ignaz Krause
Ignaz Krause (24. března 1829 Kamenický Šenov – 24. února 1900 Kamenický Šenov) byl rakouský podnikatel a politik německé národnosti z Čech, poslanec Českého zemského sněmu a starosta Kamenického Šenova.

## Biografie
Působil jako měšťan a starosta Kamenického Šenova. Patřil mezi významné obchodníky se sklem. Patřila mu rafinerie skla. Byl šéfem sklářského obchodního domu Gebrüder Krause & Co. v Kamenickém Šenově založeného roku 1720. Byl členem obchodní a živnostenské komory. Jako starosta Kamenického Šenova se uvádí v roce 1865.
V 60. letech se zapojil i do vysoké politiky. V doplňovacích volbách v říjnu 1865 byl zvolen na Český zemský sněm, kde zastupoval kurii obchodních a živnostenských komor, obvod Liberec. Na mandát rezignoval v říjnu 1866. Na sněm se vrátil v zemských volbách v roce 1872.
Zemřel v únoru 1900.